# サンデーレーシング
有限会社サンデーレーシング（Sunday Racing Co. Ltd.）は、日本中央競馬会に馬主登録をしているクラブ法人である。愛馬会法人「有限会社サンデーサラブレッドクラブ」より匿名組合契約に基づく競走馬の現物出資を受けて、中央競馬などの競走に出走させている。
1988年に設立。勝負服の柄は黒、赤十字襷、袖黄縦縞、冠名は特に用いない。

## 歴史
- 1988年 - 愛馬会法人「有限会社サンデーサラブレッドクラブ」を設立。
- 1992年 - レッツゴーターキンが天皇賞（秋）を制覇。
- 2000年 - クラブ法人「有限会社サンデーレーシング」を設立。
- 2004年
  - ブランディスが中山大障害を制覇。サンデーレーシングを設立してからのGI初制覇。
  - デルタブルースが菊花賞を制覇。サンデーレーシングを設立してからの平地GI、クラシック競走及び八大競走初制覇。
- 2006年 - デルタブルースがメルボルンカップを制覇。海外G1初制覇。
- 2010年 - ブエナビスタがJRA賞年度代表馬に選出される。
- 2011年
  - オルフェーヴルが東京優駿を制覇。東京優駿初制覇及びクラシック競走を完全制覇。
  - オルフェーヴルがクラシック三冠を達成。
  - オルフェーヴルがJRA賞年度代表馬に選出される。
- 2012年
  - ジェンティルドンナが牝馬三冠を達成。
  - ジャパンカップで1着にジェンティルドンナ、2着にオルフェーヴル、3着にルーラーシップが入線。
  - ジェンティルドンナがJRA賞年度代表馬に選出される。
- 2013年
  - フェノーメノが天皇賞（春）を制覇。これにより八大競走を完全制覇。馬主としては史上初。
  - ジェンティルドンナがジャパンカップを2年連続制覇。ジャパンカップを4年連続制覇。
- 2014年 - ジェンティルドンナがJRA賞年度代表馬に選出される。
- 2015年 - オルフェーヴルがJRA顕彰馬に選出される。
- 2016年 - ジェンティルドンナがJRA顕彰馬に選出される。
- 2023年 - リバティアイランドが牝馬三冠を達成。
- 2024年 - マッドクールが高松宮記念を制覇。これにより障害競走を含むJRAのGI競走を完全制覇。馬主としては史上初。

なお、有限会社サンデーサラブレッドクラブとの匿名組合契約は、2000年まで「株式会社日本ダイナースクラブ」と結んでいたが、外資のシティグループに買収されたことにより馬主資格が抹消される恐れが生じたため、新たに「サンデーレーシング」を設立し所有馬をすべて移転させた。当時の勝負服の柄は青、鼠鋸歯形。

日本ダイナースクラブ時代の勝負服

## 日本中央競馬会（JRA）収得賞金
- 2001年 収得賞金：12億2445万円（4位）
- 2002年 収得賞金：11億8839万円（4位）
- 2003年 収得賞金：16億3904万円（3位）
- 2004年 収得賞金：31億9855万円（2位）
- 2005年 収得賞金：33億4028万円（1位）
- 2006年 収得賞金：30億7442万円（1位）
- 2007年 収得賞金：29億9234万円（1位）
- 2008年 収得賞金：28億135万円（2位）
- 2009年 収得賞金：32億2710万円（2位）
- 2010年 収得賞金：31億1877万円（1位）
- 2011年 収得賞金：32億4936万円（1位）
- 2012年 収得賞金：38億7335万円（1位）
- 2013年 収得賞金：26億5053万円（1位）
- 2014年 収得賞金：25億5809万円（2位）
- 2015年 収得賞金：28億3062万円（1位）
- 2016年 収得賞金：28億2288万円（2位）
- 2017年 収得賞金：29億7266万円（1位）
- 2018年 収得賞金：35億4844万円（1位）
- 2019年 収得賞金：36億519万円（1位）
- 2020年 収得賞金：40億2195万円（1位）
- 2021年 収得賞金：38億5386万円（1位）
- 2022年 収得賞金：35億3084万円（1位）
- 2023年 収得賞金：40億3991万円（1位）
- 2024年 収得賞金：41億6967万1000円（1位）

## 主な所有馬
牝馬は中央・地方関わらず引退期限が6歳3月末である（会員規約の16ページに記載）。例えば、天皇賞・秋やジャパンカップなどGI6勝を挙げたブエナビスタは5歳時の有馬記念（2011年）を以って引退している。
参考：サンデーサラブレッドクラブ 重賞勝ち馬一覧
勝ち鞍はGI級競走のみ表記。

### 現役馬
- ジオグリフ - 2022年皐月賞
- デュアリスト
- フェーングロッテン
- ローシャムパーク[3]
- アスコリピチェーノ - 2023年阪神ジュベナイルフィリーズ、2025年ヴィクトリアマイル[4]
- チェルヴィニア[5] - 2024年優駿牝馬、秋華賞
- ブレイディヴェーグ - 2023年エリザベス女王杯[6]
- レガレイラ - 2023年ホープフルステークス、2024年有馬記念
- クイーンズウォーク[7]
- マッドクール - 2024年高松宮記念
- エートラックス
- マジックサンズ
- ブラウンラチェット
- クロワデュノール - 2024年ホープフルステークス、2025年東京優駿
- ジャナドリア
- トロヴァトーレ
- ミュージアムマイル - 2025年皐月賞

### 引退馬

#### サンデーレーシング
- アイポッパー
- アエロリット - 2017年NHKマイルカップ[8]
- アプレザンレーヴ
- アルアイン - 2017年皐月賞、2019年大阪杯
- アルナスライン
- アルーリングボイス
- アンドヴァラナウト
- アンブロワーズ
- アンライバルド - 2009年皐月賞
- インダストリア
- インティライミ
- ヴァーミリアン - 2007年川崎記念、JBCクラシック、ジャパンカップダート、東京大賞典、2008年フェブラリーステークス、JBCクラシック、2009年帝王賞、JBCクラシック、2010年川崎記念
- ヴィータローザ
- ウェスタールンド
- ヴェルトライゼンデ
- ウォータクティクス
- オーロマイスター - 2010年マイルチャンピオンシップ南部杯
- オルフェーヴル - 2011年皐月賞、東京優駿、菊花賞（中央競馬クラシック三冠）、有馬記念、2012年宝塚記念、2013年有馬記念
- カノン
- カラフルデイズ
- キャットコイン[9][10]
- キングスエンブレム
- キングストレイル
- クラフトマンシップ
- クラフトワーク
- クラーベセクレタ
- グランアレグリア - 2019年桜花賞、2020年安田記念、スプリンターズステークス、マイルチャンピオンシップ、2021年ヴィクトリアマイル、マイルチャンピオンシップ
- グランパドドゥ
- クランエンブレム
- グルヴェイグ
- グレナディアガーズ - 2020年朝日杯フューチュリティステークス
- クワイエットデイ
- グロンディオーズ
- クロノジェネシス - 2019年秋華賞、2020年・2021年宝塚記念、2020年有馬記念
- ケイデンスコール[11]
- コディーノ
- コマンドライン[12]
- コンラッド
- サカラート
- サナシオン[13][14]
- サブライムアンセム
- サングレアル[15]
- ジェラルディーナ - 2022年エリザベス女王杯
- シェーンヴァルト
- ジェンティルドンナ - 2012年桜花賞、優駿牝馬、秋華賞（牝馬三冠）、ジャパンカップ、2013年ジャパンカップ、2014年ドバイシーマクラシック、有馬記念[16]
- シャフリヤール - 2021年東京優駿、2022年ドバイシーマクラシック
- ジューヌエコール[17]
- シュネルマイスター - 2021年NHKマイルカップ[18]
- ジョワドヴィーヴル - 2011年阪神ジュベナイルフィリーズ
- スタニングローズ - 2022年秋華賞、2024年エリザベス女王杯
- ステルヴィオ - 2018年マイルチャンピオンシップ
- スリープレスナイト - 2008年スプリンターズステークス
- ソリタリーキング[19]
- ソロル[20]
- ソングライン - 2022年・2023年安田記念、2023年ヴィクトリアマイル[21]
- タイムフライヤー - 2017年ホープフルステークス[22]
- タッチングスピーチ[23][24]
- ダディーズドリーム
- ダンビュライト
- チェッキーノ[25][26]
- デアレガーロ
- ディープブリランテ - 2012年東京優駿
- デグラーティア
- デルタブルース - 2004年菊花賞、2006年メルボルンカップ
- ドゥラメンテ - 2015年皐月賞、 東京優駿[27][28]
- ドナウブルー
- ドリームジャーニー - 2006年朝日杯フューチュリティステークス、2009年宝塚記念、有馬記念
- ノッキングポイント[29]
- パフォーマプロミス
- ハートレー[30]
- ハリーズコメット
- ビハインドザマスク
- フィエールマン - 2018年菊花賞、2019年・2020年天皇賞（春）
- フェイムゲーム
- ブエナビスタ - 2008年阪神ジュベナイルフィリーズ、2009年桜花賞、優駿牝馬、2010年ヴィクトリアマイル、天皇賞（秋）、2011年ジャパンカップ
- フェノーメノ - 2013年・2014年天皇賞（春）[31]
- フェリシア
- フォーエバーモア[32]
- フォイヤーヴェルク
- フラアンジェリコ[33][34]
- ブライトトゥモロー
- ブラックスピネル[35]
- ブランディス - 2003年中山大障害、2004年中山グランドジャンプ
- プレサージュリフト
- フロンティア[36]
- ペールギュント
- ベルーフ[37][38]
- ベルラップ[39]
- マジックタイム[40][41]
- ミスエルテ
- メジャーエンブレム - 2015年阪神ジュベナイルフィリーズ、 2016年NHKマイルカップ[42][43]
- ライラプス
- ラッキーライラック - 2017年阪神ジュベナイルフィリーズ、2019年・2020年エリザベス女王杯、2020年大阪杯[44]
- リアルスティール - 2016年ドバイターフ[45]
- リバティアイランド - 2022年阪神ジュベナイルフィリーズ、2023年桜花賞、優駿牝馬、秋華賞（牝馬三冠）[46]
- リリーノーブル
- ルーラーシップ - 2012年クイーンエリザベス2世カップ
- ルミナスウォリアー[47]
- ルフトシュトローム[48]
- レーヴディソール - 2010年阪神ジュベナイルフィリーズ
- レーヴミストラル[49]
- レクレドール
- ロックディスタウン[50]
- ローズキングダム - 2009年朝日杯フューチュリティステークス、2010年ジャパンカップ
- ローゼンクロイツ
- ロフティーエイム
- ワールドエース[51]
- ワンミリオンス
- ワンブレスアウェイ

### 日本ダイナーズクラブ
- アルーリングアクト
- ウィッシュドリーム
- ゴールドストリート
- マイティーフォース
- レッツゴーターキン - 1992年天皇賞（秋）

## 主な表彰馬
JRA賞
- 年度代表馬

ブエナビスタ（2010年）、オルフェーヴル（2011年）、ジェンティルドンナ（2012年・2014年）
- 最優秀2歳牡馬

ドリームジャーニー（2006年）、ローズキングダム（2009年）、クロワデュノール（2024年）
- 最優秀2歳牝馬

ブエナビスタ（2008年）、レーヴディソール（2010年）、ジョワドヴィーヴル（2011年）、メジャーエンブレム（2015年）、ラッキーライラック（2017年）、リバティアイランド（2022年）、アスコリピチェーノ（2023年）
- 最優秀3歳牡馬

オルフェーヴル（2011年）、ドゥラメンテ（2015年）
- 最優秀3歳牝馬

ブエナビスタ（2009年）、ジェンティルドンナ（2012年）、グランアレグリア（2019年）、リバティアイランド（2023年）、チェルヴィニア（2024年）
- 最優秀4歳以上牡馬

ドリームジャーニー（2009年）、オルフェーヴル（2012年・2013年）、フィエールマン（2020年）
- 最優秀4歳以上牝馬

ブエナビスタ（2010年・2011年）、ジェンティルドンナ（2013年・2014年）、ジェラルディーナ（2022年）、ソングライン（2023年）、スタニングローズ（2024年）
- 最優秀短距離馬

スリープレスナイト（2008年）、グランアレグリア（2020年・2021年）
- 最優秀マイラー

ソングライン（2023年）
- 最優秀ダートホース

ヴァーミリアン（2007年）
- 最優秀障害馬

ブランディス（2004年）
- 最優秀父内国産馬

デルタブルース（2004年）
- 特別賞

クロノジェネシス（2020年）
ダートグレード競走最優秀馬
ヴァーミリアン（2007年）
オーストラリア競馬年度表彰
- オーストラリア最優秀ステイヤー

デルタブルース（2006/07年）
JRA顕彰馬
オルフェーヴル（2015年選出）、ジェンティルドンナ（2016年選出）

## サンデーサラブレッドクラブ（愛馬会法人）
代表は吉田勝己（ノーザンファーム代表）。
設立当初から日本ダイナースクラブと提携し、「株式会社ダイナース愛馬会」と呼ばれていたが、2000年に外資のシティグループに買収されたのを機に現在の名称へ変更した。
募集馬はノーザンファーム及び白老ファームの生産馬が中心である。